# Elisabeth Albertine af Anhalt-Bernburg
Elisabeth Albertine af Anhalt-Bernburg (31. marts 1693–7. juli 1774) var en tysk prinsesse af Anhalt-Bernburg, der var fyrstinde af Schwarzburg-Sondershausen fra 1720 til 1740 som ægtefælle til fyrst Günther 1. af Schwarzburg-Sondershausen. Hun tilhørte Huset Askanien og var datter af fyrst Karl Frederik af Anhalt-Bernburg.

## Biografi
Prinsesse Elisabeth Albertine blev født den 31. marts 1693 i Bernburg i Anhalt som det ældste barn af daværende arveprins Karl Frederik af Anhalt-Bernburg i hans første ægteskab med grevinde Sophie Albertine af Solms-Sonnenwalde. Hendes far var ældste barn af fyrst Viktor 1. Amadeus af Anhalt-Bernburg og var arving til det lille fyrstendømme Anhalt-Bernburg i det centrale Tyskland.
Prinsesse Elisabeth Albertine giftede sig den 2. oktober 1712 i Bernburg med arveprins Günther af Schwarzburg-Sondershausen (1678–1740), ældste søn af og arving til Fyrst Christian Vilhelm 1. af Schwarzburg-Sondershausen. I 1721 blev båndene mellem fyrstehusene Askanien og Schwarzburg yderligere styrket, da Elisabeth Albertines lillesøster, Prinsesse Charlotte Sophie af Anhalt-Bernburg blev gift med Günthers lillebror, Prins August af Schwarzburg-Sondershausen.
Ægteskabet blev af samtidsvidner beskrevet som lykkeligt men forblev barnløst. I 1720, allerede et år før faderens død i 1721, overtog Günther regeringen i Schwarzburg-Sondershausen, og Elisabeth Albertine blev fyrstinde. Allerede i fyrst Günthers levetid blev fyrstepalæet i byen Arnstadt mellem 1729 og 1734 opført som hendes enkesæde, hvor Elisabeth Albertine forsøgte at etablere et parallelt hof.
Fyrst Günther 1. døde som 62-årig i 1740 og blev efterfulgt som fyrste af sin lillebror, Henrik 1. I en lang retsstrid efter Fyrst Günthers død lykkedes det enkefyrstinden at overtage fyrst Günthers bibliotek, som hun herefter overlod til sin bror, Fyrst Viktor 2. Frederik af Anhalt-Bernburg.
Fyrstinde Elisabeth Albertine overlevede sin mand med 33 år og døde som 81-årig den 7. juli 1774 på sit enkesæde i byen Arnstadt i Thüringen.